# Marumi Yamazaki
Marumi Yamazaki (jap. 山崎 円美 Yamazaki Marumi; * 9. Juni 1990 in Saitama) ist eine japanische Fußballspielerin.

## Karriere

### Verein
Sie begann ihre Karriere bei AS Elfen Sayama FC, wo sie von 2006 bis 2007 spielte. 2009 folgte dann der Wechsel zu Albirex Niigata. 2016 folgte dann der Wechsel zu AC Nagano Parceiro. 2017 folgte dann der Wechsel zu JEF United Chiba.

### Nationalmannschaft
Yamazaki wurde 2013 in den Kader der japanischen Nationalmannschaft berufen und kam bei der Algarve-Cup 2013 zum Einsatz. Yamazaki absolvierte ihr erstes Länderspiel für die japanischen Nationalmannschaft am 6. März gegen Norwegen. Insgesamt bestritt sie vier Länderspiele für Japan.